# Punk Rock Holiday
Le Punk Rock Holiday est un festival de punk rock organisé situé à Tolmin, en Slovénie, à proximité de la frontière italienne. Fondé en 2011, il se déroule chaque année du lundi au vendredi de la deuxième semaine d'août. Il est « le plus grand festival punk-rock de la région », considéré comme la « colo des punk rockeurs ».

## Histoire
Le festival est situé au bord de la rivière Soča, où ont également lieu les MetalDays et l'Overjam Reggae Festival. Le Punk Rock Holiday est organisé annuellement chaque août et est u nfestival incontournable de la scène punk rock en Europe.
Sa localisation particulière, au sein d'un parc naturel, est l'une de ses particularités. En effet, les festivaliers peuvent se détendre sur la plage qui encercle le site du festival. Les groupes eux-mêmes participent à des activités telles que du rafting ou de la randonnée. Le festival se divise en deux scènes. La Beach Stage, située sur la plage, présente des groupes moins connus, souvent européens, de midi à la fin d'après-midi. Une fois ces concerts terminés, la scène principale prend le relai. La durée atypique du festival (cinq jours) permet d'éviter les chevauchements.
En 2012, à revers de la majorité des festivals de musique, est créé une rampe spéciale qui permet d'accéder facilement à la scène principale. Le Punk Rock Holiday cherche à recréer une atmosphère plus proche des concerts en intérieur, en incitant les gens à monter sur scène et à faire du stage dive. Ainsi, la majorité des groupes jouent sans barrières de sécurité.
En 2015, un partenariat est créé avec le Brakrock Ecofest, grâce à un bus reliant les deux événements, qui se partagent en outre la majorité de l'affiche internationale. À partir de 2016, le festival s'étend sur 5 jours, du lundi au vendredi. En 2018 et 2019, l'intégralité des tickets est vendue en dix heures, sans qu'un seul groupe ne soit annoncé.
L'édition qui devait se dérouler en 2020 est annulée à cause de la pandémie de Covid-19. Elle est à nouveau annulée en 2021 et remplacée par un événement respectant les normes sanitaires en vigueur, nommé « Punk Rock Camp », avec uniquement des groupes locaux. En 2022, l'édition plénière peut finalement avoir à nouveau lieu. L'édition 2024 est annoncée pour les 6 et 9 août.

## Dates

### Punk Rock Holiday 1.1 (2011)
- Vendredi 12 août : Bad Religion, 3 Feet Smaller, Superhiks, Kreshesh Nepitash, Pasi, Harry, Myspace Invaders
- Samedi 13 août : Hot Water Music, Bouncing Souls, Red Five Point Star, Hog Hoggidy Hog, In-Sane, Final Approach, Real Life Version
- Dimanche 14 août : Strung Out, Jingo De Lunch, The Real McKenzies, Street Dogs, Total Chaos, Crushing Caspars, Extreme Smoke 57
- Lundi 15 août : NOFX, The Toasters, Overflow, Talco, Backstage, Golliwog

### Punk Rock Holiday 1.2 (2012)
- Jeudi 12 août (pré-show) : Total Chaos, Aktivna Propaganda
- Mercredi 15 août : Sick of It All, Anti-Flag, Boysetfire, MXPX AllStars, Deez Nuts, A Wilhelm Scream, In-Sane, Hijackers
- Jeudi 16 août : Adolescents, Good Riddance, 7 Seconds, Off With Their Heads, Death by Stereo, Backstage, Sell Out, What Matters Most, Remedy, The Sellout
- Vendredi 17 août : The Locos, Nations Afire, Duncan Redmonds, The Downtown Struts, Pipes and Pints, Koffin Kats, Happy Ol'McWeasel, Shandon, Pleska, Pankeroschi
- Samedi 18 août : The Toy Dolls, The Slackers, Terror, Debeli Precjednik, Buldogi, Naysayer, Brutality Will Prevail, Blame it on the Ocean, Hogwash, Pigs Parlament

### Punk Rock Holiday 1.3 (2013)
- Mercredi 10 août : Anti-Flag, Strike Anywhere, Mute, Useless ID, Paper Arms, Vanilla Sky, Kreshesh Nepitash, Foolish Wives, Kevlar Bikini, Burn Fuse
- Jeudi 11 août : Millencolin, Suicidal Tendencies, Elvis Jackson, Swingin' Utters, Atlas Losing Grip, The Mahones, Knuckledust, Argies, Future Idiots, Blasting Box, Pissing In The Wind, Fuck You Fucking Fuckers, Bakterije, Punkreas, Lineout
- Vendredi 12 août : H2O, Your Demise, The Menzingers, City Saints, Red Five Point Star, Duncan Redmonds, Astpai, Despite Everything, Carry All, Thirteen Days, Pay With Blood, Waiting For Better Days, 4th 'N Goal, Panicka, Tea Break
- Samedi 13 août : Propagandhi, Snuff, The Casualties, The Aggrolites, Pigs Parlament, Antillectual, Brain's All Gone, Golliwog, The Ignored, Lude Krawe, Wham Bam Bodyslam, The Mor(r)ons, Linterno, The Forum Walters, In The Crossfire, Face the Fax

### Punk Rock Holiday 1.4 (2014)
- Lundi 4 août (warmup show) : Pigs Parlament, Evergreen Terrace, Morning Glory, Pink Flamingos
- Mardi 5 août : NOFX, Lagwagon, The Toasters, Authority Zero, Implants, Bane, Gnarwolves, Night Birds, Counterpunch, Adrenalized
- Mercredi 6 août : Sick Of It All, H2O, August Burns Red, The Real McKenzies, Old Firm Casuals, Adolescents, Wolf X Down, Ants, MySpace Invaders, Lobotomija, Bigblast, Start At Zero, Wasted Time
- Jeudi 7 août : Reel Big Fish, Raised Fist, Murphy's Law, SNFU, Fakofbolan, The Go Set, In Other Climes, Rebuke, Me As Well, 21 Stories, Real Life Version, Skagether, Ponte De Carla
- Vendredi 8 août : Ignite, A Wilhelm Scream, Leftover Crack, Talco, Templeton Pek, Local Resident Failure, Malemute Kid, Danny Trejo, Andead, Demon Smiles, Mental Strike, Stepped Out, All One to Me, Special Delivery

### Punk Rock Holiday 1.5 (2015)
- Lundi 3 août (warmup show) : Anti-Flag (acoustique), In-Sane, Scheisse Minelli, Petrol Girls
- Mardi 4 août : Flogging Molly, Against Me!, Anti-Flag, Misconduct, Consumed, War on Women, Astpai, Upset Noise, Not on Tour, Dreamwalk, Joe McMahone
- Mercredi 5 août : Beatsteaks, Madball, Teenage Bottlerocket, The Smith Street Band, Jaya The Cat, Born from Pain, Get Dead, Versus You, The Decline, Thee Infidels, A Hero Build, Money Left to Burn, One Hidden Frame, Disordine
- Jeudi 8 août : Less Than Jake, Raised Fist, The Exploited, Ratos de Porão, John Coffey, Death by Stereo, Siberian Meat Grinder, The Bridge, Deadends, 7 Dials Mystery, Bitter Grounds, Adversity, Altitude, Fast Response, Wasei Hey! Go!
- Vendredi 9 août : Satanic Surfers, Elvis Jakcson, Venerea, Forus, Adrenalized, F.O.D., Darko, Almeida, Straightline, The Mor(r)ons, You Nervous?, Have No Clue, The Caulfield Cult, Old Runznickels

### Punk Rock Holiday 1.6 (2016)
- Lundi 8 août (warmup show) : Sick Of It All, Lagwagon, Useless ID, Versus The World, Kreshesh Nepitash, Super Action Heroes
- Mardi 9 août : Descendents, Bouncing Souls, The Toasters, Iron Reagan, Black Flag, Antillectual, Edward In Venice, Castoff, Planet Watson, X-State Ride, Main Line 10, Spin Off
- Mercredi 10 août : NOFX, Agnostic Front, Strung Out, A Wilhelm Scream, Apologies I Have None, Backstage, Golliwog, Thanx 4 All The Shoes, The Human Project, No Contest, Kill The President!, Coral Springs
- Jeudi 11 août : Jello Biafra and the Guantanamo School of Medicine, Donots, Authority Zero, The Flatliners, Deez Nuts, Rumjacks, Such Gold, The Decline, Noopinion, Fat Randall, For I Am, No Matter
- Vendredi 12 août : Millencolin, No Fun at All, Total Chaos, Muncie Girls, NH3, Slander, Ants!, Pinhole Down, Larrakia, The Octopussys, Rebuke

### Punk Rock Holiday 1.7 (2017)
- Lundi 7 août (warmup show) : The Offspring, Pigs Parlament, Jaya the Cat, Clowns, The Kenneths, Trash Boat
- Mardi 8 août : Pennywise, Ignite, The Real McKenzies, Frank Carter, The Generators, Petrol Girls, Deadends, 7 Dials Mystery, Bitter Grounds, Adversity, Altitude, Fast Response, Wasei Hey! Go!
- Mercredi 9 août : Good Riddance, Anti-Flag, Face To Face, Slapshot, No Trigger, Not on Tour, Higher Power, Start At Zero, Teenage Love Guns, Day Oof, Bandage, Acid Snot, Never Been Famous
- Jeudi 10 août : The Toy Dolls, Less Than Jake, Madball, Teenage Bottlerocket, Pears, Get Dead, 69 Enfermos, Nofnog, Bono!, Barrier Reef The Great, Real Life Version, Why Everyone Left, Actionmen
- Vendredi 11 août : Propagandhi, Snuff, 88 Fingers Louie, Chixdiggit, Undeclinable Ambuscade, Pigs Parlament, Darko, Straightline, After the Fall, Sombulance, Pinhole Down, La Armada, Corbillard

### Punk Rock Holiday 1.8 (2018)
- Lundi 6 août (warmup show) : The Vandals, The Living End, Elvis Jackson, Happy Ol'McWeasel, Hladno Pivo, Dog Eat Dog, Union 13, Ducking Punches
- Mardi 7 août : Mad Caddies, No Fun At All, Terror, Comeback Kid, The Menzingers, A Time to Stand, Kreshesh Nepitash, March, Escape Artists, The Rebel Assholes, Blind Man Death Stare, Dead Neck, Bates Motel, Lineout
- Mercredi 8 août : Beatsteaks, Satanic Surfers, H2O, Voodoo Glow Skulls, Buster Shuffle, The Bombpops, Chaser, The Murderburgers, Almeida, Pink Flamingos, Charlie Bit My Finger, Skin of Tears, Camp High Gain
- Jeudi 9 août : Lagwagon, Talco, The Lillingtons, Bad Cop/Bad Cop, Mute, This Is A Standoff, Adrenalized, Crim, Irish Handcuffs, Snareset, Spoilers, The Enthused, Against The Odds
- Vendredi 10 août : Bad Religion, The Lawrence Arms, Authority Zero, Misconduct, Adhesive, Rebuke, Nothington, Deadends, Trash Candy, Young Hearts, One Hidden Frame, Mental Strike, Andead, Neutral Bombs

### Punk Rock Holiday 1.9 (2019)
- Lundi 5 août (warmup show) : Pulley, Not on Tour, Templeton Pek, Fakofbolan, Golliwog, Backstage, Multiball
- Mardi 6 août : Descendents, Frank Turner, Good Riddance, Useless ID, The Bennies, La Armada, Blowfuse, Ants!, The Mor(r)ons, One Step Away, Drunktank, Goodbye Blue Monday
- Mercredi 7 août : Pennywise, Less Than Jake, Sick of It All, Masked Intruder, Buster Shuffle, The Dopamines, The Raging Nathans, Captain Trips, Pense, Call Me Malcolm, Stanis, Exploding Head Syndrome, The Ferminants
- Jeudi 8 août : NOFX, Ignite, Booze and Glory, Iron Reagan, Dave Hause, Much The Same, Straightline, Resolutions, CF 98, No Matter, For I Am, Cronos Debe Morir, Jake and the Jellyfish
- Vendredi 9 août : Propagandhi, Teenage Bottlerocket, PUP, Pears, Cigar, Hit The Switch, Sidewalk Surfers, Krang, Custody, Anti-Lam Front, Wild Animals, 69 Enfermos

### Punk Rock Camp 2.1 (2021)
- Jeudi 12 août : Elvis Jackson, Red Five Point Star, Alo!Star!, Pigs Parlament, Heathcliff, Captain Asshole, NUFAN Cover, Potato Mushroom, Venturas, Teresa Banks
- Vendredi 13 août : Happy Ol'McWeasel, Insanity Alert, Straightline, CF98, One Hidden Frame, The Mor(r)ons, NOFX Cover, InxSane, Backstage, Lim Smrad In Žila, Jawless
- Samedi 14 août : The Rumjacks, Fakofbolan, Venerea, Adrenalized, F.O.D., March, Rancid Cover, Deadends, For I Am, Sidewalk Surfers, A Guy Named Lou

### Punk Rock Holiday 2.0 (2022)
- Lundi 8 août (warmup show) : Descendents, Ignite, The Real McKenzies, Lim Smrad In Žila, Spider, Chump, Bike Age, The Cool Trick
- Mardi 9 août : No Fun At All, Comeback Kid, Authority Zero, Get Dead, No Trigger, Petrol Girls, Spaced, Primetime Failure, Dowzer, Rabies, Skin of Tears, Pay to Breathe, The Sewer Rats
- Mercredi 10 août : Flogging Molly, Lagwagon, The Bouncing Souls, The Flatliners, Odprava Zelenega Zmaja, Direct Hit!, Nofnog, Cookie Break, A Part of Us, Odpisani, Here for a Reason, Captain Asshole, Eat Defeat
- Jeudi 11 août : The Interrupters, Mad Caddies, Zebrahead, Misconduct, The Baboon Show, Makewar, The Decline, The Rocket, Abraskadabra, Steele Justice, P.O Box, Padme
- Vendredi 12 août : Bad Religion, Circle Jerks, Anti-Flag, Belvedere, Chaser, Downway, Thousand Oaks, Fluffy Machine, Hell and Back, Stagedive Suicide, Distral

### Punk Rock Holiday 2.3 (2023)
- 7 août 2023 : Dog Eat Dog, Satanic Surfers
- 8 août 2023 : Agnostic Front, Dropkick Murpheys
- 9 août 2023 : Frank Turner, Me First and the Gimme Gimmes
- 10 août 2023 : Good Riddance, Pennywise
- 11 août 2023 : Jaya the Cat, Pulley, The Toy Dolls